# Glypta georgiana
Glypta georgiana là một loài tò vò trong họ Ichneumonidae.